# Кубок Ісландії з футболу 2004
Кубок Ісландії з футболу 2004 — 45-й розіграш кубкового футбольного турніру в Ісландії. Переможцем втретє став Кеплавік.

## Календар
| Раунд            | Дата                      | Матчі | Клуби   |
| ---------------- | ------------------------- | ----- | ------- |
| Попередній раунд | 16 травня 2004            | 1     | 61 → 60 |
| Перший раунд     | 18-20 травня 2004         | 12    | 60 → 48 |
| Другий раунд     | 31 травня - 1 червня 2004 | 16    | 48 → 32 |
| 1/16 фіналу      | 11-13 червня 2004         | 16    | 32 → 16 |
| 1/8 фіналу       | 2-5 липня 2004            | 8     | 16 → 8  |
| 1/4 фіналу       | 4-5 серпня 2004           | 4     | 8 → 4   |
| 1/2 фіналу       | 25-26 вересня 2004        | 2     | 4 → 2   |
| Фінал            | 2 жовтня 2004             | 1     | 2 → 1   |

## 1/8 фіналу
| Команда 1            | Рахунок | Команда 2              |
| -------------------- | ------- | ---------------------- |
| 2 липня 2004         |         |                        |
| Троттур (2)          | 0:1     | Валюр (2)              |
| Вестманнаейя         | 1:0     | Стьярнан (2)           |
| Нярдвік (2)          | 1:3     | КР                     |
| Коупавогур (2)       | 1:0     | Рейнір (Сандгерді) (4) |
| Фількір              | 4:1     | Гріндавік              |
| Гапнарф'ярдар        | 1:0     | Афтурелдінг (3)        |
| 3 липня 2004         |         |                        |
| Вікінгур (Рейк'явік) | 2:4     | Акурейрі               |
| 5 липня 2004         |         |                        |
| Фрам                 | 0:1     | Кеплавік               |

## 1/4 фіналу
| Команда 1      | Рахунок      | Команда 2     |
| -------------- | ------------ | ------------- |
| 4 серпня 2004  |              |               |
| КР             | 1:3          | Гапнарф'ярдар |
| Коупавогур (2) | 1:0          | Валюр (2)     |
| 5 серпня 2004  |              |               |
| Фількір        | 0:1          | Кеплавік      |
| Акурейрі       | 0:0 пен. 3:0 | Вестманнаейя  |

## 1/2 фіналу
| Команда 1       | Рахунок | Команда 2 |
| --------------- | ------- | --------- |
| 25 вересня 2004 |         |           |
| Гапнарф'ярдар   | 0:1     | Акурейрі  |
| 26 вересня 2004 |         |           |
| Коупавогур (2)  | 0:1     | Кеплавік  |

## Фінал
| 2 жовтня 2004 |

| Акурейрі | 0:3      | Кеплавік                                   |
| -------- | -------- | ------------------------------------------ |
|          | Протокол | Крістьянссон 11' (пен.), 25' Свейнссон 90' |

| Лаугардалсволлур, Рейк'явік Арбітр: Крістінн Якобссон |